# Shanghai Animation Film Studio
Shanghai Animation Film Studio (чам. 上海美術映画製作所), також відома як SAFS — китайська анімаційна студія, що базується в Шанхаї, Китай, і є частиною Shanghai Film Group Corporation. Шанхайську анімаційну кіностудію було офіційно засновано в квітні 1957 року під керівництвом піонерів-аніматорів і художників, зокрема Те Вея та братів Ван. Вона випустила близько 500 фільмів із понад 40 000 хвилин оригінальних анімаційних даних, що охоплює 80% внутрішнього анімаційного виробництва Китаю.
SAFS виробляє низку анімаційних фільмів у різних формах мистецтва з китайськими мистецькими характеристиками, зокрема Цзяньчжи, Тушеві картини, Puppetoon, Zhezhi (також відомий як оригамі), Театр тіней тощо. Також має міжнародну співпрацю з різними студіями по всьому світу.

## Історія
У 1949 році, під час створення Китайської Народної Республіки, Міністерство культури направило групу молодих мультиплікаторів, у тому числі Те Вея (1915-2010), карикатуриста, і Джин Ши (1919-1997), художника, Чанчуньська кіностудія, відома як Північно-Східна кіностудія до 1946 року, щоб створити анімаційну команду. Як описав Те Вей, піонерам не вистачало знань і техніки щодо анімації, тому в той час Те Вей керував командою для вивчення анімаційних виробництв, створених Радянським Союзом.

## Вибрані фільми та серіали
- 1950 Дякую, Кітті (Сі Сі Сяо Хуа Мао)
- 1951 Сяо Тієчжу
- 1952 Кошеня йде на риболовлю
- 1953 Гриб
- 1955 Чарівний пензель
- 1956 Гордий генерал
- 1958 Порося їсть кавун (Zhubajie Chi Xi Gua)
- 1960 Де мама
- 1961, 1964 Хаос на небесах
- 1963 Хлопчик Буффало і флейта
- 1963 Розумне каченя
- 1964 Червоноармійський міст
- 1964 Півень співає опівночі
- 1964 Дві героїчні сестри трави
- 1973 Маленький Балу
- 1979 Тріумф принца Нежі проти короля драконів
- 1981 Мавпи ловлять місяць
- 1983 Бій між бекасом і молюском
- 1984 Чорний кіт детектив
- 1985 Король мавп перемагає демона (San Da Baigujing)
- 1986 Брати Калабаш (серіал)
- 1990 Особняк у вигляді кубика Рубіка (Мофанг Даша)
- 1999 Лотосовий ліхтар
- 2001 Music Up

## Міжнародна співпраця
- 1989 Роман про Ренара з Manfred Durniok Filmproduktion (Німеччина) і Zweites Deutsches Fernsehen (Німеччина)
- 1993 Baby Follies з Les Cartooneurs Associés і Canal+ (Франція)
- 1998 Навколо світу за вісімдесят днів з фільмом Манфред Дурньок (Німеччина)
- 1997 The Toothbrush Family з Southern Star Entertainment (Австралія) і Film Australia (Австралія)
- 2000 Таємниця міс Маллард з Cookie Jar Entertainment (Канада)
- 2002 Космічний хіп-хоп качка із Sunwoo Entertainment (Південна Корея) та Korean Broadcasting System (Південна Корея)
- 2002 Саймон у країні малюнків крейдою з Cookie Jar Entertainment (Канада)
- 2009 Фіштронавт з TV PinGuim (Бразилія) і Tooncan (Канада)
- 2014 Земля до Місяця! з TV PinGuim (Бразилія)